# Haništiansky les
Haništiansky les este o arie protejată (arie specială de conservare — SAC, sit de importanță comunitară — SCI) din Slovacia întinsă pe o suprafață de 119,85 ha, integral pe uscat.

## Localizare
Centrul sitului Haništiansky les este situat la coordonatele 48°38′19″N 21°13′30″E / 48.638554°N 21.224974°E.

## Înființare
Situl Haništiansky les a fost declarat sit de importanță comunitară în septembrie 2015 pentru a proteja 1 specie de animale. Situl a fost protejat și ca arie specială de conservare în octombrie 2017.

## Biodiversitate
Situată în ecoregiunea panonică, aria protejată conține 1 habitat natural: Păduri panonice cu Quercus petraea și Carpinus betulus.
La baza desemnării sitului se află o specie protejată de  mamifere: liliacul mediteranean cu potcoavă (Rhinolophus euryale).